# Teresa Laespada
María Teresa Laespada Martínez (Bilbao, 1965) es una socióloga y politóloga española del País Vasco. Licenciada en Ciencias Políticas y Sociología y Doctora en Sociología. Investigadora en el ámbito de la juventud y drogodependencias y miembro de diversos comités de revistas científicas. Actualmente es Diputada Foral de Empleo, Cohesión Social e Igualdad en la Diputación Foral de Bizkaia por el PSE.

## Biografía
Teresa Laespada nació en Bilbao en 1965. Estudió Ciencias Políticas y sociología en la Universidad de Deusto. Terminó los estudios universitarios y comenzó a desarrollar su carrera como investigadora y docente en la facultad de sociología de Deusto. Se incorporó a trabajar en el Instituto de Drogodependencia de esa misma universidad donde se especializa en la investigación de drogodependencias, consumo de alcohol y el tabaco.
Fue nombrada directora del Instituto de Drogodependencia en 2007, cargo que compaginó con la docencia, la dirección de tesis doctorales y la investigación hasta 2015.
Comenzó a participar en política impulsada por la existencia del terrorismo de ETA. Se presentó en listas al Parlamento Vasco por el Partido Socialista de Euskadi por Vizcaya. Fue elegida diputada al Parlamento Vasco, cargo que ocupó entre 2009 y 2012 y trabajó en asuntos relacionados con políticas sociales, empleo e egualdad. Durante ese tiempo formó parte también de la ejecutiva del PSE.
Volvió a la Universidad a su actividad docente. En 2015 le ofrecieron la dirección del departamento de Empleo, Inclusión Social e Igualdad en la Diputación Foral de Bizkaia, cargo que ostenta hasta la actualidad. En 2019 se presentó como candidata para Diputada General de Bizkaia y cabeza de lista por el Partido Socialista de Euskadi, candidatura que repite en las elecciones forales de 2023.

## Publicaciones

### Libros
- El discurso de los jóvenes en Internet. Elisabete Arostegui Santamaría, Nieves García del Moral, Jesús Gazapo, Izaskun Sarabia Gonzalvo; María Teresa Laespada Martínez (dir.) Universidad de Deusto, 2010. ISBN 978-84-9830-491-6
- Drogas y escuela VII: las drogas entre los escolares de Euskadi veinticinco años después. Javier Elzo Imaz (dir.), María Teresa Laespada Martínez (dir.) Universidad de Deusto, 2008. ISBN 978-84-9830-159-5
- Factores de riesgo y de protección frente al consumo de drogas: hacia un modelo explicativo del consumo de drogas en jóvenes de la CAPV. Teresa Laespada Martínez, Elisabete Arostegui Santamaría, Ioseba Iraurgi Castillo Gobierno Vasco, 2004. ISBN 84-457-2231-X
- Más allá del botellón: análisis socioantropológico del consumo de alcohol en los adolescentes y jóvenes. Javier Elzo Imaz, María Teresa Laespada Martínez, Joan Pallarés. Comunidad de Madrid, 2003. ISBN 84-451-2516-8[8]
- Indicadores en drogodependencias: un modo de medir el consumo de drogas a través de las encuestas escolares Tesis doctoral dirigida por Javier Elzo Imaz (dir. tes.). Universidad de Deusto (2006).

### Obras Colectivas
- Ningún maltratador puede ser buen padre. Justicia con ojos de mujer. Cuestiones procesales controvertidas.: Obra con motivo del Congreso conmemorativo del décimo aniversario de las Jornadas Justicia con Ojos de Mujer (2008-2017), 2018, ISBN 8491698213, págs. 17-21[9]
- Cuando el VIH/SIDA agrava las desigualdades de Género. 30 años de VIH-SIDA: balance y nuevas perspectivas de prevención. Francisco Javier de la Torre Díaz (ed. lit.), 2013, ISBN 978-84-8468-477-0, págs. 87-106[10]
- El alcohol en la población adolescente. Drogas y escuela VIII: las drogas entre los escolares de Euskadi treinta años después. Coord. por María Teresa Laespada Martínez, Javier Elzo Imaz, 2012, ISBN 978-84-9830-367-4, págs. 95-140[11]
- Nuevos enfoques en el tratamiento de las drogodependencias. Coord. por Ioseba Iraurgi Castillo, María Teresa Laespada Martínez, 2011, ISBN 978-84-9830-330-8, págs. 13-18.[12]
- El alcohol. El consumo de drogas en la población escolar de Vitoria-Gasteiz (2007). Coord. por María Teresa Laespada Martínez, 2008, ISBN 978-84-9830-188-5, págs. 283-350[13]

### Artículos
- Acoso escolar: adolescentes víctimas y agresores. La implicación en ciclos de violencia. Marta Ruiz Narezo, Rosa Santibáñez Gruber, María Teresa Laespada Martínez Bordón. Revista de pedagogía, Vol. 72, n.º 1, 2020, págs. 117-132.[14]
- Diferencias de género en el consumo diario de tabaco e intensivo de alcohol en adolescentes latinoamericanos en tres áreas españolas (Andalucía, Madrid y País Vasco) Revista de la Asociación Española de Neuropsiquiatría, ISSN 0211-5735, Vol. 33, nº119, 2013, págs. 525-535.[15]
- ¿Y si pensamos en la historia para mejorar los tratamientos? Trastornos adictivos: Órgano Oficial de la Sociedad española de Toxicomanías, ISSN 1575-0973, Vol. 11, n.º 1, 2009, págs. 1-5[16]
- Las noches de nuestros jóvenes Journal of Parents and Teachers, ISSN 0210-4679, ISSN-e 2255-1042, N.º. 305, 2007, págs. 12-16.[17]
- Consumo de drogas entre escolares donostiarras: un estudio longitudinal durante 21 años. Revista española de drogodependencias, n.º 1-2, 2003, págs. 24-47